# デイヴィッド・オグルヴィ (第5代エアリー伯爵)
第5代エアリー伯爵デイヴィッド・グラハム・ドラモンド・オグルヴィ（英語: David Graham Drummond Ogilvy, 5th Earl of Airlie KT、1826年5月4日 – 1881年9月25日）は、イギリスの貴族、政治家。スコットランド貴族代表議員（在任：1850年 – 1881年）、スコットランド教会総会への勅使（在任：1872年 – 1873年）を務めた。

## 生涯

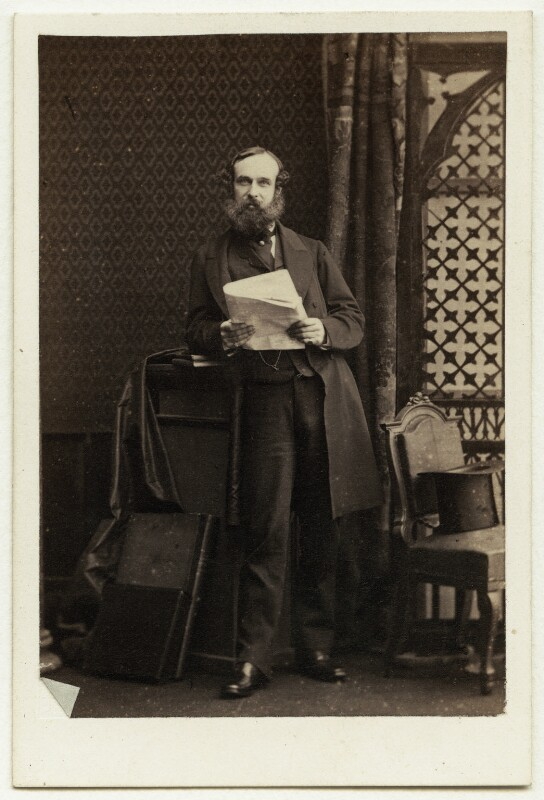
カミーユ・シルヴィによる肖像写真、1861年撮影。

第4代エアリー伯爵デイヴィッド・オグルヴィと1人目の妻クレメンティナ（Clementina、旧姓ドラモンド（Drummond）、1835年9月1日没、ギャヴィン・ドラモンドの娘）の次男（長男ウォルターは1824年に夭折）として、1826年5月4日にロンドンで生まれた。1843年11月9日にオックスフォード大学クライスト・チャーチに入学、1847年にB.A.の学位を修得した。1849年8月20日に父が死去すると、エアリー伯爵位を継承した。
1850年1月31日にスコットランド貴族代表議員に当選、以降再選を繰り返し、1881年に死去するまで務めた。
1847年6月5日、フォーファーシャーの副統監に任命された。1856年5月3日、フォーファーシャー・ヨーマンリー連隊の大尉に任命された。1860年9月17日、第12フォーファーシャー・ライフル志願兵連隊（12th Forfarshire Rifle Volunteers）の大尉に任命された。1865年3月14日にフォーファーシャー・ライフル志願兵連隊第2大隊（2nd Administrative Battalion of Forfarshire Rifle Volunteers）の副隊長（中佐）に任命され、1868年7月に辞任した。
1862年3月12日、シッスル勲章を授与された。
1872年5月1日と1873年5月3日にスコットランド教会総会への勅使に任命された。
1878年時点でフォーファーシャーに約65,000エーカーの、パースシャーに約5,000エーカーの領地を所有し、合計で年収28,000ポンド以上相当だった。
1879年、グラスゴー大学よりLL.D.の学位を授与された。
1881年9月25日に米国コロラド州デンバーで死去、息子デイヴィッド・スタンリー・ウィリアムが爵位を継承した。

## 家族
1851年9月23日、ヘンリエッタ・ブランシュ・スタンリー（Henrietta Blanche Stanley、1830年7月3日 – 1920年1月5日、第2代アルダリーのスタンリー男爵エドワード・スタンリーと妻ヘンリエッタ・マリアの娘）と結婚、2男4女をもうけた。
- ヘンリエッタ・ブランシュ（1852年11月8日 – 1925年4月23日） - 1873年9月28日、サー・ヘンリー・モンタギュー・ホジアー（英語版）と結婚、子供あり[1]
- クレメンティナ・ガートルード・ヘレン（1854年6月19日 – 1932年4月30日） - 1874年12月31日、初代リーズデイル男爵アルジャーノン・フリーマン＝ミットフォードと結婚、子供あり[1]
- デイヴィッド・スタンリー・ウィリアム（1856年1月20日 – 1900年6月1日） - 第6代エアリー伯爵[2]
- モード・ジョセファ（Maude Josepha、1859年11月16日 – 1933年4月3日） - 1886年10月12日、セオドア・ジョージ・ウィリアム・ワイト（Theodore George William Whyte、1903年3月29日没、ジョン・ジェームズ・ワイトの次男）と結婚、子供あり[1]
- ライルフ・ギルクリスト（Lyulph Gilchrist、1861年6月25日 – 1947年4月） - 1902年8月27日、イーディス・ガートルード・ブースロイド（Edith Gertrude Boothroyd、フィリップ・ヘンリー・ブースロイドの娘）と結婚、1男1女をもうけた[1]
- グリゼルダ・ジョハンナ・ヘレン（英語版）（1865年12月20日 – 1934年2月12日） - 1897年12月22日、ジェームズ・チープ（James Cheape、1943年7月21日没）と結婚、子供あり[1]